# Katsuragi (1944)
El Katsuragi  (葛城?) fue el tercer portaaviones de la clase Unryū, el último en entrar en servicio. Sirvió en la Armada Imperial Japonesa a finales de la Segunda Guerra Mundial, sin ver ninguna acción destacable.

## Historial
En lugar de la planta motriz de crucero pensada inicialmente para toda la clase, dos miembros de la misma, el Katsuragi y el Aso, fueron equipados con la motorización de un destructor, reduciendo su potencia y por tanto su velocidad.
Debido a la escasez de combustible y pilotos cualificados, el portaaviones no llegó a contar con un grupo aéreo propio, siendo empleado como transporte, desplazándose entre puertos japoneses, hasta que la falta de combustible hizo que fuera casi permanentemente basado en Kure, siéndole aplicado un elaborado camuflaje agrícola de campos de arroz para confundirlo con la línea costera, que contaba incluso con canales simulados, cabañas, árboles y caminos de tierra a lo largo de la cubierta de vuelo.
A lo largo de 1945 sufrió varios ataques aéreos, siendo el más dañino el del 28 de julio, cuando una bomba de 900 kg perforó su cubierta y estalló en el hangar superior, bloqueando ambos elevadores, perforando el casco, deformando la cubierta de vuelo y arrancando una sección de la misma, que cayó junto al puente. Pese a estos daños, no hubo incendios ni inundaciones y el buque permaneció a flote con su propulsión intacta.
Tras la guerra, los daños hacían al Katsuragi inoperable como portaaviones, pero resultó ser un perfectamente válido buque de transporte y repatriación, labor que desempeñó hasta finales de 1946, cuando se inició su desguace.